# Tumornecrosefactor
Tumornecrosefactoren, afgekort als TNF en niet te verwarren met transforming growth factor TGF, vormen een subgroep van de cytokines, die apoptose, dat is een geprogrammeerde celdood, of celoverleving kunnen veroorzaken.
William Coley, een chirurg uit New York, beschreef aan het einde van de 19e eeuw de genezing van tumoren als gevolg van een bacteriële infectie. Het eiwit dat hiervoor verantwoordelijk is, werd in 1975 geïdentificeerd en tumornecrosefactor α TNF-α genoemd.

## Werking
TNF werkt via de TNF-receptor, TNF-R, en maakt onderdeel uit van een keten die tot een apoptose leidt. De receptor is door adapterproteïnes met procaspases verbonden, die inactieve procaspases kunnen klieven en daarmee de caspasecascade in gang zetten waardoor de cel in apoptose gaat. TNF werkt in op tumorcellen om daar te zorgen voor celdood. TNF werkt op receptoren in op endotheelcellen van de vaatwand, wat leidt tot een verhoogde permeabiliteit waardoor witte bloedcellen uit het bloedvat kunnen komen naar de infectie. TNF wekt bij binding aan macrofagen gentranscriptie op.

## Types
- Tumornecrosefactor-alfa TNF-α is de bekendste tumornecrosefactor en er wordt soms alleen naar TNF-α verwezen als er 'TNF' wordt genoemd
- Tumornecrosefactor-bèta TNF-β is een cytokine dat door interleukine 10 wordt geïnduceerd